# William G. Crosby

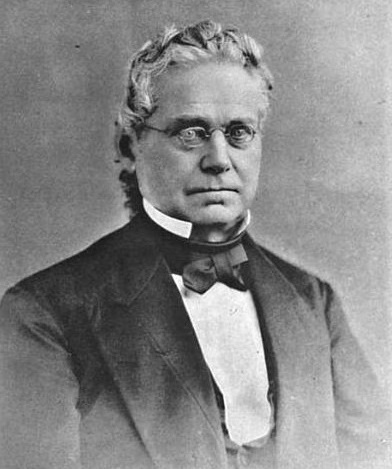
William G. Crosby

William George Crosby (* 10. September 1805 in Belfast, Waldo County, heutiges Maine, damals Massachusetts; † 21. März 1881 ebenda) war ein US-amerikanischer Politiker und von 1853 bis 1855 Gouverneur von Maine.

## Frühe Jahre
William Crosby besuchte die Belfast Academy und dann bis 1823 das Bowdoin College. Nach einem anschließenden Jurastudium und seiner Zulassung als Rechtsanwalt begann er in Boston in Massachusetts und in Belfast in seinem neuen Beruf zu arbeiten.

## Politische Laufbahn
Crosby war Mitglied der Whig Party. Im Jahr 1844 war er Delegierter auf dem Bundeskongress dieser Partei, auf dem Henry Clay zu deren Präsidentschaftskandidaten ernannt wurde. 1852 wurde Crosby als Kandidat seiner Partei zum neuen Gouverneur von Maine gewählt. Allerdings war das Wahlergebnis so knapp, dass die Legislative von Maine entscheiden musste. Diese votierte für Crosby. Im Jahr 1853 wurde er dann von den Wählern in seinem Amt bestätigt. Damit konnte er zwischen dem 5. Januar 1853 und dem 3. Januar 1855 als Gouverneur amtieren. In dieser Zeit gab es in Maine unter Crosbys Regierung einen gewaltigen wirtschaftlichen Aufschwung.

## Weiterer Lebenslauf
Nach dem Ende seiner Gouverneurszeit zog sich Crosby aus der Politik zurück. Er wurde Kurator des Bowdoin College und war Mitglied der Maine Historical Society. William Crosby verstarb am 21. März 1881 und wurde in Belfast begraben.